# John Fante
John Fante (8. april 1909 – 8. maj 1983) var en amerikansk forfatter, bedst kendt for sine romaner og noveller.
Han blev født i Colorado ind i en italiensk familie, og gik i diverse katolske skoler efterfulgt af et kort ophold på University of Colorado. Det forlod han i 1929 for at flytte til Californien og blive forfatter. Bl.a. boede han i Bunker Hill, downtown Los Angeles.
Efter mange afvisninger debuterede Fante i det ansete tidsskrift ”The American Mercury” med novellen ”The Altar Boy.” Hans kendteste værker er en romanserie med selvbiografiske træk i fire bind om Arturo Bandini. Af dem er ”Wait until Spring, Bandini” og ”Ask the Dust” filmatiseret i hhv. 1986 og 2006.
Gennemgående træk i Fantes forfatterskab er fattigdom, katolicisme, etnisk identitet og forfattertilværelsen. Hans beskrivelser af Los Angeles har opnået kultstatus. Charles Bukowski skriver i forordet til ”Ask the Dust” (da. ”I støvet”): ”Fante var min Gud”.
For pengenes skyld skrev han en del manuskripter til ubetydelige film, bl.a. Jane Fondas debutfilm, Walk on the Wild Side (1962).
I sine senere år var John Fante blind som følge af sukkersyge, hvorfor hans kone skrev efter hans diktat.

## John Fantes romaner

### Oversat til dansk
| Dansk titel             | Genre | Oversætter     | År   | Originaltitel              | År        | Forlag    | ISBN               |
| ----------------------- | ----- | -------------- | ---- | -------------------------- | --------- | --------- | ------------------ |
| Vejen til Los Angeles   | roman | Jan Bredsdorff | 1991 | The Road to Los Angeles    | 1936/1985 | Per Kofod | ISBN 87-89586-17-4 |
| Vent til våren, Bandini | roman | Jan Bredsdorff | 1990 | Wait until Spring, Bandini | 1938      | Per Kofod | ISBN 87-89586-04-2 |
| I støvet                | roman | Jan Bredsdorff | 1990 | Ask the Dust               | 1939      | Per Kofod | ISBN 87-89007-88-3 |
| Drømme fra Bunker Hill' | roman | Jan Bredsdorff | 1992 | Dreams from Bunker Hill    | 1982      | Per Kofod | ISBN 87-89586-16-6 |

De fire oversatte romaner er på dansk også udgivet samlet i Bandini kvartetten  (1998/2005)

### Ikke udkommet på dansk
- Dago Red, 1940
- Full of Life, 1952
- The Brotherhood of Grape, 1977
- 1933 Was a Bad Year, 1985
- The Wine of Youth, 1985
- West of Rome, 1986
- The Big Hunger, 2000